# Англо-ірландська угода
Англо-ірландська угода (англ. Anglo-Irish Agreement) була угодою 1985 року між Сполученим Королівством і Республікою Ірландія, яка мала на меті допомогти покласти край смуті в Північній Ірландії. Угода надала ірландському уряду дорадчу роль в уряді Північної Ірландії, підтверджуючи, що конституційне становище Північної Ірландії не зміниться, якщо більшість її громадян не погодиться приєднатися до Республіки. У ньому також були визначені умови для створення децентралізованого консенсусного уряду в регіоні.
Угоду було підписано 15 листопада 1985 року в замку Гіллсборо прем'єр-міністром Великої Британії Маргарет Тетчер і ірландським прем'єр-міністром Гарретом Фітцджеральдом.